# Ellen Andersson
Sigrid Ellen Catharina Andersson, född 8 september 1991 i Slaka församling, Östergötlands län, är en svensk jazzsångerska, som har bildat Ellen Andersson Quartet.

## Biografi
Ellen Andersson växte upp i Linköping och har studerat på flera olika folkhögskolor, bland annat Skurups folkhögskola. Där bildade hon Ellen Andersson Quartet tillsammans med gitarristen Anton Forsberg, basisten Hannes Jonsson och trumslagaren Sebastian Brydniak. Deras debutalbum "I’ll be seeing you" har etablerat Ellen Andersson på den svenska jazzscenen. Hon har därefter spelat på konserthus med bland andra Sveriges Radios symfoniorkester, Malmö symfoniorkester och Norrbotten Big Band. År 2020 gav hon ut albumet “You Should Have Told Me” tillsammans med pianisten Joel Lyssarides, gitarristen Anton Forsberg, basisten Niklas Fernqvist och trumslagaren Johan Löfcrantz Ramsay. Även Peter Asplund medverkar på skivan.

## Priser och utmärkelser
- 2016  –  Gyllene skivan
- 2017  –  Jazzkatten som ”Årets nykomling”

## Diskografi
- 2016 – I´ll be seeing you, Prophone[9]
- 2020 – You Should Have Told Me. Prophone[10][11][12]
- 2024 - Impressions of evans. Prophone